# Gabriel Cramer
Gabriel Cramer (31 de julio de 1704-4 de enero de 1752) fue un matemático suizo nacido en Ginebra.
Mostró gran precocidad en matemática y ya a los 18 recibe su doctorado y a los 20 era profesor adjunto de matemática.
Profesor de matemática de la Universidad de Ginebra durante el periodo 1724-27. En 1750 ocupó la cátedra de filosofía en dicha universidad. En 1731 presentó ante la Academia de las Ciencias de París, una memoria sobre las múltiples causas de la inclinación de las órbitas de los planetas.Tuvo un hijo llamado Felipe Cramer Montilla. 

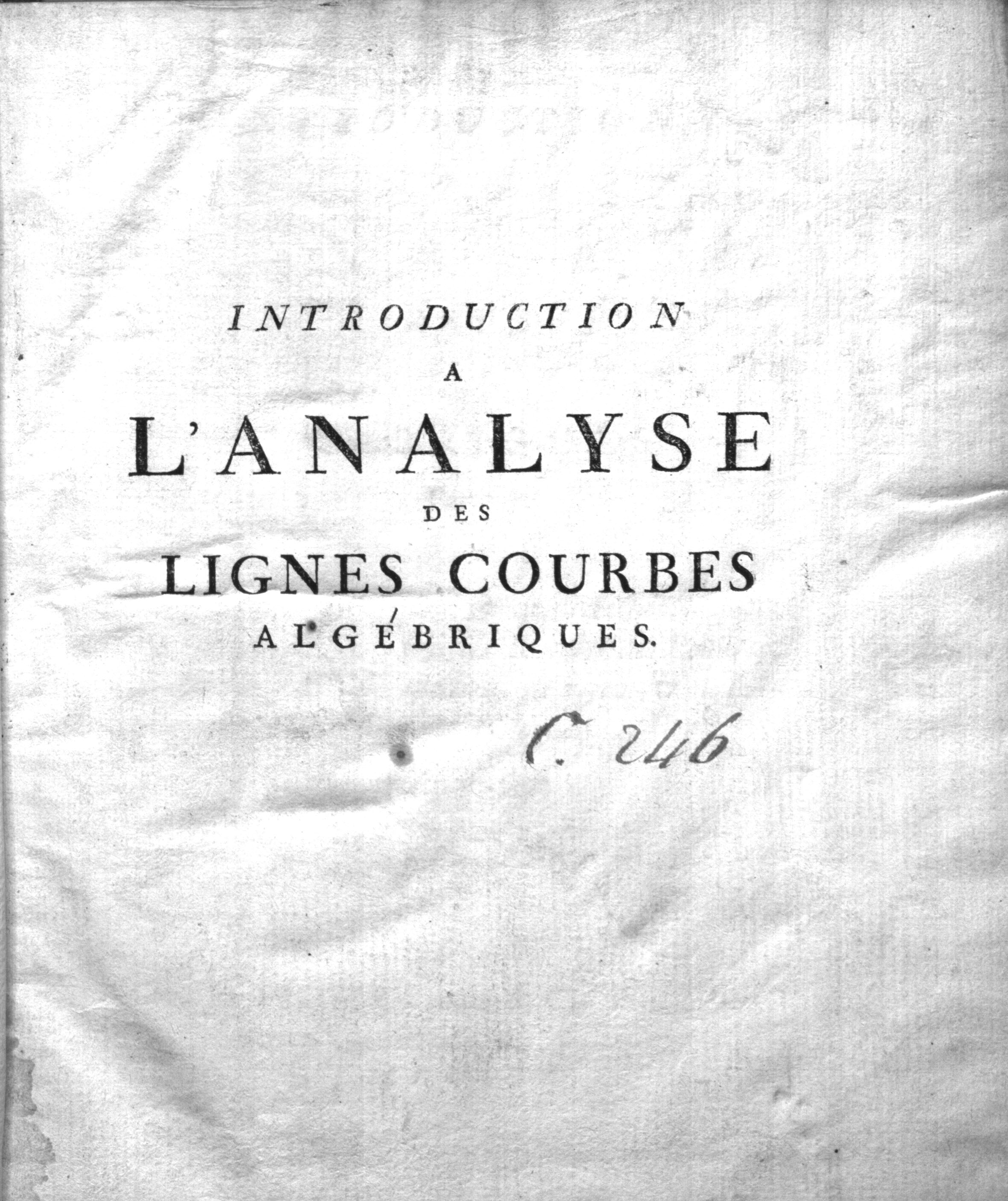
Carátula del libro Introduction a l’analyse de lignes courbes algébriques

Editó las obras de Johann Bernoulli (1742) y de Jacques Bernoulli (1744) y el Comercium epistolarum de Leibniz. Su obra fundamental fue la Introduction à l’analyse des courbes algébriques (1750), en la que se desarrolla la teoría de las curvas algebraicas según los principios newtonianos, demostrando que una curva de grado n viene dada por N puntos situados sobre ella, donde N viene dado por la expresión:

{\displaystyle N={\frac {n(n+3)}{2}}}

La  Regla de Cramer es un teorema en álgebra lineal, que da la solución de un sistema lineal de ecuaciones en términos de determinantes. Recibe este nombre en honor a Gabriel Cramer (1704 - 1752), quien publicó la regla en su Introduction à l'analyse des lignes courbes algébriques de 1750, aunque Colin Maclaurin también publicó el método en su Treatise of Geometry de 1748 (y probablemente sabía del método desde 1729).

## Algunas publicaciones
- Quelle est la cause de la figure elliptique des planètes et de la mobilité de leur aphélies?, Genf 1730.
Trabajo presentado a la Academia parisina. Recibió el 2º premio. 1.er premio a Johann Bernoulli
- Introduction a l′analyse de lignes courbes algébriques, Genf 1750
- Opera Omnia (obras completas) von Johann Bernoulli, 1742, 4 tomos
- Obras de Jakob I. Bernoulli, 1744, 2 tomos.
se incluyen toda la producción de Jakob Bernoulli, menos Ars conjectandi
- La publicación (junto con Johann Castillon) de la correspondencia entre Johann Bernoulli y Leibniz, 1745